# Knjižni stolp, Gent
Knjižni stolp, Boekentoren, je 64 m visoka stavba v Gentu v Belgiji, ki jo je zasnoval belgijski arhitekt Henry van de Velde. Je del univerzitetne knjižnice in hrani 3 milijone knjig. Stoji nasproti Blandijna, zgradb Filozofske fakultete.

## Zgodovina
Leta 1933 so slavnemu flamskemu arhitektu Henryju van de Veldeju (1863–1957) naročili, da oblikuje stavbo za knjižnico in inštitute za umetnostno zgodovino, veterinarske študije in farmacevtsko znanost Univerze v Gentu (Universiteit Gent) na zemljišču  nekdanje De Vreese Alley na Blandijnbergu. Lega na najvišjem položaju v mestu je arhitektu ponudila enkratno priložnost, da Gentu da četrti stolp, tokrat ne za zvonjenje, temveč za knjige. S svojo višino 64 metrov se knjižni stolp ob svojih srednjeveških predhodnikih dviga nad Gentom, označujejo mestno veduto in univerzo postavi na zemljevid. Skupaj s tremi stolpi je tako imenovani Stolp modrosti pomagal Gentu uresničiti sanje, ki jih je mesto imelo od takrat, ko je leta 1913 gostilo svetovno razstavo, da bi imelo parado stolpov. Slavnim trem stolpom iz srednjega veka:  cerkev svetega Nikolaja, Gentski zvonik in stolnica svetega Bava se je pridružil modernistični Knjižni stolp.
Stolp je bil konstruiran v betonu, kar je bila takrat inovacija, uporabljena je bila inovativna tehnika drsnega opaža. Ima obliko grškega križa, ki simbolizira povezavo med časom in vesoljem ter združuje nebesa in zemljo. Dvajset nadstropij in štiri podzemne ravni omogočajo postavitev približno 46 kilometrov polic za knjige ali več kot 3 milijone enot. Podpirajoče navpične črte stolpa in knjige na policah so vodoravne črte odprtih knjig na dolgih mizah veličastne čitalnice, pravokotnega dvorišča, ki se koplje v dnevni svetlobi, in čitalnice za rokopise, varno zaščitene pred dnevno svetlobo na severni strani stavbe. Stolp je bil odprt leta 1942, leta 1992 pa razglašen za spomenik leta.

## Obnova
Skoraj 70 let po njegovem dokončanju se je začela temeljita rekonstrukcija, tudi znamenitega belvederja in čudovite notranjosti. Po njej bo stolp dostopnejši širši javnosti. Po drugi strani pa bo stavba izpolnjevala zahteve sodobnega upravljanja knjižnic, zlasti zaščito in upravljanje zbirk (klimatizacija, zamenjava zastarele s sodobno in učinkovitejšo oskrbo). Stolp ne bo samo obnovljen, temveč tudi temeljito posodobljen. Pod notranjim vrtom je zgrajen podzemni repozitorij (skladišče, ki hrani izločeno knjižnično gradivo nekaterih knjižnic); dokončan je bil leta 2014, tako da se knjige lahko iz stolpa prenesejo v podzemlje in se lahko nadomesti betonska lupina stolpa. To je  delo skupine arhitektov Robbrechta in Daema. Rekonstrukcija se je začela leta 2012 in bo trajala vsaj do leta 2017, ko Gentska univerza praznuje 200. rojstni dan.
Postopek za rekonstrukcijo je začel zasebnik Andre Singer, ki je začel kampanjo, po kateri se je univerza začela zavedati velike arhitekturne vrednosti stavbe in potrebe po obnovi.

## Zanimivosti
Med drugo svetovno vojno je stolp zavzela nemška vojska zaradi razgleda na mesto.
V belvederu je miza za biljard in samo stanovalci te stavbe vedo, kako je prišla tja ...
Knjižni stolp ima okoli 46 kilometrov knjig in drugega gradiva.
Leta 2007 je flamski televizijski center VRT nominiral belvedere knjižnega stolpa za svoj program Monumentenstrijd. Boj med spomeniki je temeljil na popularni oddaji BBC-ja Restoration, ki je imela veliko gledalcev v Belgiji (belvedere je opazovalnica na strehi z brezmejno panoramo, priljubljena v velikih javnih stavbah).
3. aprila 2013 je Knjižni stolp zazvonil v logotipu Googla ob praznovanju 150. rojstnega dne Henryja van de Velda.

## Galerija
- Belvedere (2013)
- Velika čitalnica, vidna iz mezanina (2012)
- Katalog in osrednji hodnik (2012)
- Pohištvo, ki ga je oblikoval van de Velde, prikazano na Weimarski razstavi (2013)
- Konstrukcija podzemnega repozitorija pod notranjim vrtom (2012)